# Vanilla (Gackt-dal)
A Vanilla Gackt japán énekes második kislemeze, mely 1999. augusztus 11-én jelent meg a Nippon Crown kiadónál. Negyedik helyezett volt az Oricon heti slágerlistáján és tíz hétig szerepelt rajta. 248 360 példányban fogyott, ezzel a második legsikeresebb kislemeze. 2002. március 20-án újra kiadták, ekkor 12. volt a slágerlistán. A Japán Hanglemezgyártók Szövetsége aranylemezzé nyilvánította.

## Számlista
| #  | Cím                    | Hossz |
| -- | ---------------------- | ----- |
| 1. | Vanilla                | 4:06  |
| 2. | Vanilla (Unplugged)    | 3:59  |
| 3. | Vanilla (Instrumental) | 4:06  |